# Tư bản

Tư bản trong kinh tế học là khái niệm để chỉ những hàng hóa được sử dụng làm yếu tố đầu vào của quá trình sản xuất có thể là tiền bạc, máy móc, công cụ lao động, nhà cửa, bản quyền... nhưng không bao gồm đất đai và lao động.
Tư bản ở dạng hàng hóa có được nhờ mua bằng tiền hoặc tư bản vốn. Trong lĩnh vực tài chính và kế toán, khi đề cập đến tư bản là nói đến nguồn lực tài chính, đặc biệt là để bắt đầu hoặc duy trì một công việc kinh doanh, đôi khi còn được gọi là Dòng tiền hay Dòng luân chuyển vốn.

## Khái niệm
Trong kinh tế học cổ điển, tư bản vốn là một trong bốn yếu tố sản xuất. Ba yếu tố còn lại là đất đai, lao động và doanh nghiệp. Những hàng hóa có đặc điểm sau được coi là tư bản:
- Có thể sử dụng để tạo ra hàng hóa khác
- Có để tạo ra được, đối lập với đất đai là nguồn lực tồn tại tự nhiên với các đặc điểm như vị trí địa lý, khoáng sản dưới lòng đất.
- Không bị sử dụng hết ngay lập tức trong quá trình sản xuất như nguyên liệu hoặc bán sản phẩm.

Những đặc trưng này được kinh tế học tân cổ điển (neoclassical economics) kế thừa với một chút thay đổi cho phù hợp với thời đại. Đó là đưa thêm mục hàng hóa trong kho vào tư bản. Giá trị tư bản lưu kho có thể được xác định tại những thời điểm cụ thể, ví dụ ngày cuối năm 31 tháng 12. Ngược lại, đầu tư, vì lẽ sản phẩm tạo ra làm tăng giá trị của lưu kho (dạng tư bản), được mô tả như một dòng, luồng vốn thực hiện theo thời gian.
Những biểu hiện dễ thấy của tư bản là ở dạng vật chất, như công cụ, nhà xưởng, phương tiện vận chuyển... những thứ được sử dụng trong quá trình sản xuất. Ít ra là kể từ thập niên 1960, các nhà kinh tế học dần tăng sự chú ý đến những dạng phi vật chất của tư bản. Ví dụ, đầu tư vào kỹ năng và giáo dục có thể được xem là bồi đắp nguồn vốn/tư bản con người hoặc vốn hiểu biết, và những đầu tư vào tài sản trí tuệ được coi là xây dựng nguồn vốn trí tuệ. Khái niệm mới mẻ này dẫn đến những khúc mắc và những tranh luận. Lý thuyết phát triển nguồn lực con người mô tả tư bản con người là thực thể bao gồm những yếu tố xã hội, nhân rộng và sáng tạo riêng biệt:
- Nguồn vốn xã hội là giá trị của hệ thống những mối quan hệ đáng tin cậy giữa những cá nhân trong một nền kinh tế.
- Nguồn vốn cá nhân là ưu điểm trong mỗi con người, được bảo vệ bởi xã hội và đem trao đổi để thu về sự tin cậy hoặc tiền bạc. Những khái niệm gần với nó là "tài năng", "sự tháo vát", "sự lãnh đạo", "những kiến thức được đào tạo", hoặc "những khả năng bẩm sinh". Đây là nguồn vốn không dễ tạo ra được bằng cách kết hợp các dạng tư bản vật chất và phi vật chất kể trên. Trong kinh tế học cổ điển, nguồn vốn cá nhân đơn giản chỉ nằm trong khái niệm lao động.

Những cách phân loại tư bản/vốn khác được sử dụng trên lý thuyết hoặc áp dụng trong thực tiễn gồm:
- Vốn tài chính là dạng tiền hoặc quyền lợi, quyền sở hữu. Nó ở dạng tài sản vốn, được giao dịch trên các thị trường tài chính. Giá trị của tư bản tài chính không nằm ở sự tích tụ theo thời gian mà ở niềm tin của thị trường vào khả năng sinh lợi và những rủi ro đi kèm.
- Vốn thiên nhiên là những đặc điểm sinh thái và được cộng đồng bảo vệ để duy trì cuộc sống, ví dụ một con sông đưa nước đến các nông trang.
- Vốn cơ sở hạ tầng là hệ thống hỗ trợ do con người tạo ra (ví dụ nhưng chốn ăn ở, đường sá, trang phục, máy tính cá nhân, v.v..), những vật chất sẵn có giúp cho việc đâu tư, xây dựng một doanh nghiệp mới cần ít vốn, nguồn lực hơn. Khác với vốn thiên nhiên, nguồn vốn cơ sở hạ tầng không tự khôi phục và phát triển, chúng cần được xây dựng, bổ sung.

Các nghiên cứu đi đến thống nhất giữa các nhà kinh tế rằng vốn tự nhiên và vốn xã hội đều là tư bản/vốn giống như vốn cơ sở hạ tầng phục vụ sản xuất và chúng là những dạng tư bản tách biệt. Chúng được sử dụng, phát huy để tạo ra hàng hóa khác và không tiêu dùng hết ngay trong quá trình sản xuất, hơn thế chúng có thể được tạo ra, làm giàu thêm bởi nỗ lực của con người.
Cũng có các nghiên cứu về vốn trí tuệ và luật tài sản trí tuệ. Song, những nghiên cứu này đi vào phân biệt đầu tư tư bản với việc thu thập các giá trị tiềm năng của bản quyền (vốn sáng tạo hoặc vốn cá nhân), bằng phát minh và những dạng nhãn hiệu đăng ký (nguồn vốn xã hội).

## Trong kinh tế học cổ điển
Trong kinh tế học cổ điển, David Ricardo phân biệt tư bản cố định với tư bản để quay vòng. Đối với một doanh nghiệp, chúng đều là tư bản hoặc vốn.
Karl Marx bổ sung một sự phân biệt mà thường bị lẫn với khái niệm của Ricardo. Trong học thuyết kinh tế chính trị của Marx, tư bản lưu động là khoản đầu tư của nhà tư bản vào lực lượng sản xuất, là nguồn tạo ra giá trị thặng dư. Nó được coi là "lưu động" vì lượng giá trị mà nó tạo ra khác với lượng giá trị nó tiêu dụng, có nghĩa là tạo ra giá trị mới. Nói một cách khác, tư bản cố định là khoản đầu tư vào yếu tố sản xuất không phải con người như máy móc, nhà xưởng, những tư bản, mà theo Marx, chỉ tạo ra lượng giá trị để thay thế chính bản thân chúng. Nó được coi là cố định theo nghĩa giá trị đầu tư ban đầu và giá trị thu hồi ở dạng các hàng hóa do chúng tạo ra là không đổi.
Đầu tư và tích tụ tư bản trong kinh tế học cổ điển là việc tạo ra tư bản mới. Để khởi động quá trình đầu tư, hàng hóa phải được tạo ra nhưng không để tiêu dùng ngay, thay vào đó, chúng trở thành công cụ sản xuất để tạo ra hàng hóa khác. Đầu tư liên quan chặt chẽ với tiết kiệm, nhưng không phải là một. Theo Keynes, tiết kiệm là không sử dụng ngay thu nhập vào hàng hóa hoặc dịch vụ, trong khi đó đầu tư là việc tiêu dùng khoản tiết kiệm đó vào những hàng hóa vốn.
Nhà kinh tế học Áo Eugen von Böhm-Bawerk cho rằng tích tụ tư bản được xác định bằng quá trình tái đầu tư tư bản. Bởi tư bản theo định nghĩa của ông là hàng hóa có thứ bậc cao, hoặc hàng hóa để tạo ra hàng hóa khác và thu hồi giá trị của chúng từ hàng hóa được tạo ra trong tương lai.